# 艾伦·戴维斯
艾伦·戴维斯（英語：Allan Davis，1980年7月27日—），澳大利亚男子自行车运动员。他曾代表澳大利亚参加2006年和2010年英联邦运动会自行车比赛，获得一枚金牌和一枚铜牌。